# Ваганово (озеро)
Ваганово — озеро в Тавдинском городском округе Свердловской области, Россия.

## Географическое положение
Озеро расположено в 16 километрах к юго-востоку от деревни Тормоли 1-е, в 13 километрах к северо-западу от деревни Тагильцы, в южной части болота Индра. Озеро площадью 2,6 км², с уровнем воды 57,6 метра.

## Описание
Озеро не имеет поверхностного стока. Берега местами заболочены. В озере водятся карась, линь, гольян, верховка, и гнездятся утки, гуси, лебеди.